# 浙江乌岩岭国家级自然保护区
27°42′20″N 119°40′31″E / 27.705668°N 119.67523°E

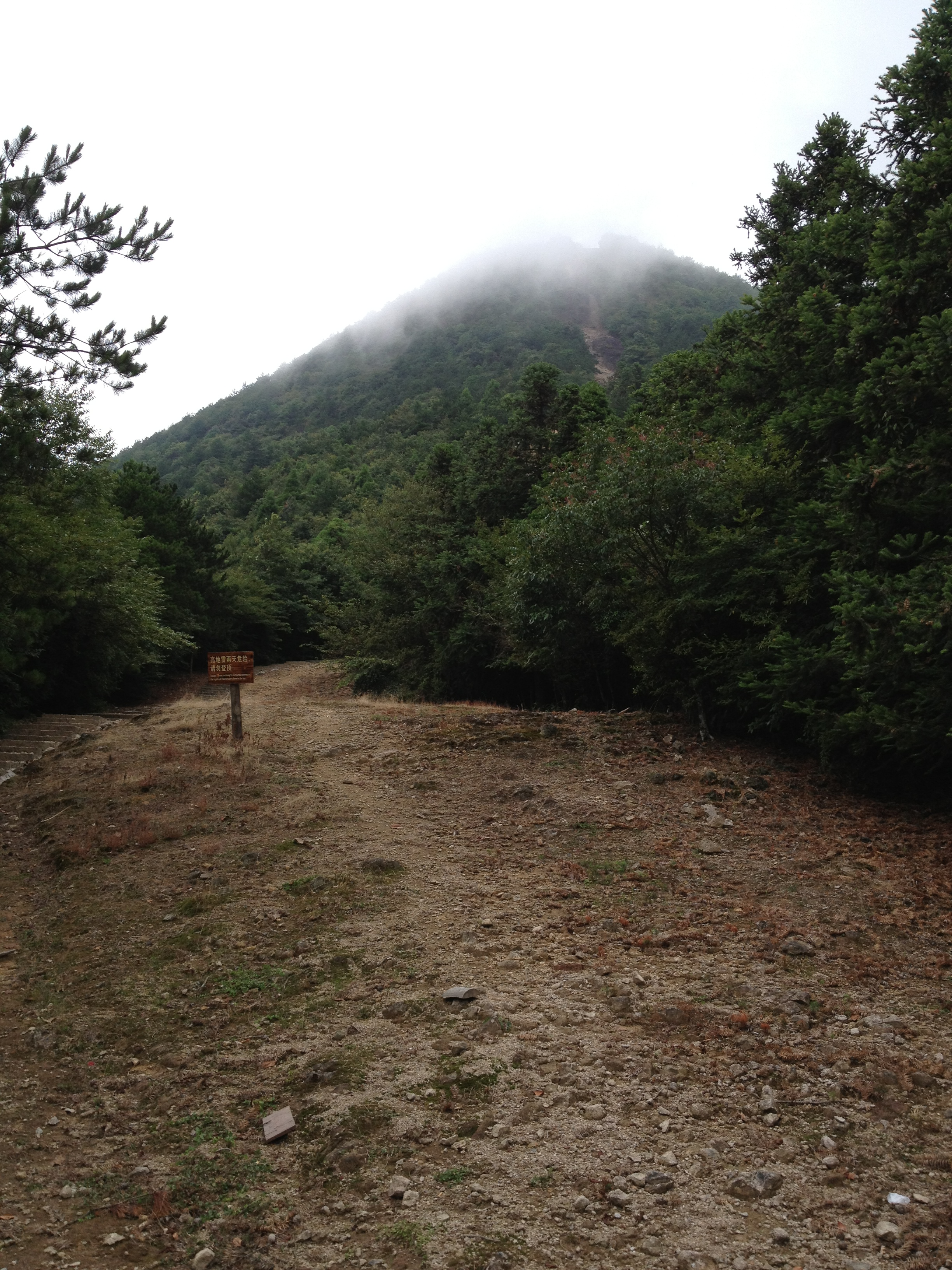
白云尖

浙江乌岩岭国家级自然保护区位于中国浙江省温州市泰顺县西北部，浙南沿海山地，与福建省福安市、温州文成县、丽水景宁少数民族自治县相邻。保护区面积18861.5公顷，主要保护对象为黄腹角雉及其生态环境。

## 概况
乌岩岭处泰顺境内洞宫山脉，属“南岭闽瓯中亚热带海洋性季风气候”：四季分明、雨水充沛。年平均气温15.2℃，年降水量2200毫米，非常适宜动植物的生长，故该区物种丰富。动植物资源的分布与组成上有明显的区域性和过渡性等特征，系典型的华南山区，为理想的生物多样性保护和科研基地。

## 动物
乌岩岭国家级自然保护区内有脊椎动物约占浙江省种类的53%，共27目342种，另有昆虫15目1041种，蝴蝶类约110种。保护区内还栖息着约400多只中国特有珍禽—黄腹角雉（Tragopan caboti），是国际濒危物种《红皮书》上列名的“濒危物种”，乌岩岭是中国唯一的黄腹角雉保护区和主要繁殖地。
- 国家一级保护野生动物8种：黄腹角雉、云豹、金钱豹、华南虎、黑麂、金雕、白颈长尾雉、鼋。
- 国家二级保护野生动物42种：穿山甲、豺、猕猴、白鹇、斑羚等。

## 植物
乌岩岭国家级自然保护区地处南北植物交汇区，植物种类繁多，中亚热带常绿阔叶林保存完整。保护区内植物种类约占浙江省植物种类的50%：种子植物158科1863种，蕨类植物45科287种；苔藓植物58科358种，真菌61科212种，其中包括24种国家重点保护的野生植物，是天然的“生物基因库”。
- 国家一级保护野生植物4种：中华水韭、莼菜、南方红豆杉、伯乐树。
- 国家二级保护野生植物20种：金毛狗、粗齿桫椤、金钱松、华东黄杉、香樟、浙江楠、花榈木、鹅掌楸、金荞麦、香果树、蛛网萼等。

## 历史
- 1975年建立省级自然保护区
- 1994年成为中国国家级自然保护区